# Demografia de Fiji

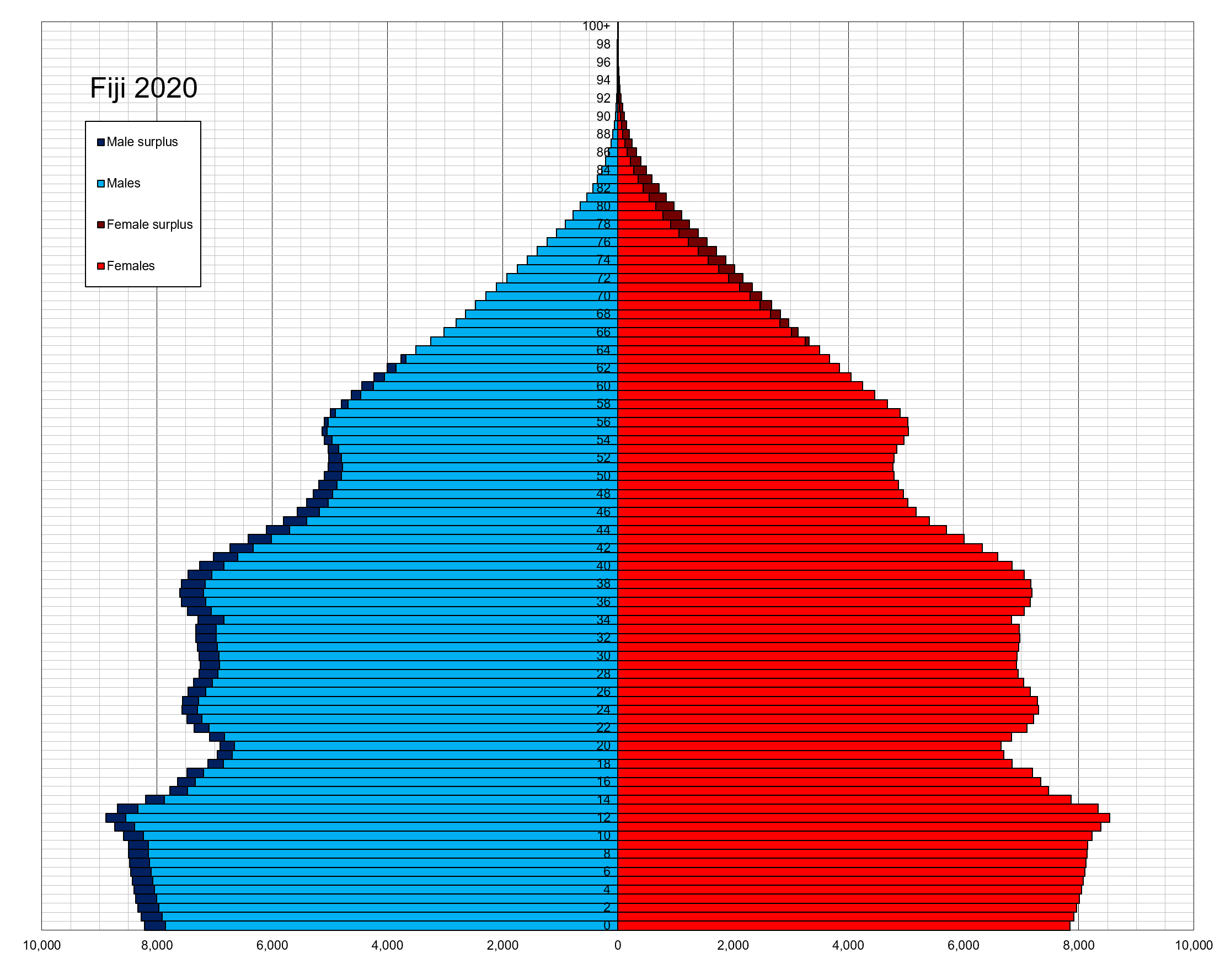
Pirâmide etária de Fiji em 2020

As características da demografia de Fiji são conhecidas por meio de censos, geralmente realizados em intervalos de dez anos, e têm sido analisadas por departamentos de estatística desde a década de 1880. O Departamento de Estatísticas de Fiji (Fijian Bureau of Statistics) realiza essa tarefa desde 1996, o primeiro censo enumerado de Fiji como um país independente. O censo de 2017 constatou que a população permanente de Fiji era de 884.887, em comparação com 837.271 no censo de 2007. A densidade populacional em 2007 era de 45,8 habitantes por quilômetro quadrado, e a expectativa de vida geral em Fiji era de 67 anos. Desde a década de 1930, a população de Fiji tem aumentado a uma taxa de 1,1% ao ano. Desde a década de 1950, a taxa de natalidade de Fiji tem excedido sua taxa de mortalidade. A população é dominada pela faixa etária de 15 a 64 anos. A idade média da população era de 27,9 anos, e a proporção de gênero da população total era de 1,03 homem para cada mulher.
Os fijianos, habitantes nativos de Fiji, são uma mistura de polinésios e melanésios, resultado das migrações originais para o Pacífico Sul ao longo do tempo. A população indo-fijiana aumentou rapidamente com as 61.000 pessoas trazidas do subcontinente indiano (atual Índia, Bangladesh e Paquistão) entre 1879 e 1916 para trabalhar nos campos de cana-de-açúcar, muitas das quais mais tarde arrendariam essas plantações.
Em 1977, o The Economist relatou que os fijianos eram uma minoria de 255.000 pessoas, em uma população total de 600.000, dos quais metade era de ascendência indiana, e o restante era chinês, europeu e de ascendência mista.
Os fijianos nativos vivem em todo o país, enquanto os indo-fijianos residem principalmente perto dos centros urbanos e nas áreas produtoras de cana das duas ilhas principais. Quase todos os fijianos nativos são cristãos, sendo que cerca de dois terços são metodistas. Os indo-fijianos, por outro lado, têm uma mistura religiosa semelhante à da Índia de hoje: cerca de 76,7% dos indo-fijianos são hindus, outros quase 16% são muçulmanos e 6% são cristãos. Há também alguns siques.
Um censo nacional deve ser realizado a cada dez anos, mas o censo previsto para 2006 foi adiado para 2007. O Ministro das Finanças, Ratu Jone Kubuabola, anunciou em 27 de outubro de 2005 que o Gabinete de Fiji havia decidido que não seria do interesse do país realizar um censo e uma eleição geral no mesmo ano. "O foco das pessoas nas eleições poderia ter um impacto sobre sua cooperação com os funcionários do censo", disse ele. O Escritório de Estatísticas apoiou o anúncio de Kubuabola, dizendo que o interesse público nas eleições gerais provavelmente desviaria a atenção das pessoas do censo, tornando sua realização inviável.

## Grupos étnicos
De acordo com o Censo de Fiji de 2007, o número de fijianos aumentou de 393.575 para 475.739, enquanto o número de indo-fijianos diminuiu de 338.818 para 313.798. De acordo com as estatísticas do governo, a última estimativa da população de fijianos indígenas é de 511.838, enquanto há 290.129 indo-fijianos e 56.071 habitantes de outros grupos (janeiro de 2012).

## Religiões (Censo de 1996)
| Religião                               | Fijianos indígenas | Fijianos indígenas | Indo-fijianos | Indo-fijianos | Outros | Outros | Total   | Total |
| Religião                               | 393.575            | %                  | 338.818       | %             | 42.684 | %      | 775.077 | %     |
| -------------------------------------- | ------------------ | ------------------ | ------------- | ------------- | ------ | ------ | ------- | ----- |
| Metodistas                             | 261.972            | 66,6               | 5.432         | 1,6           | 13.224 | 31,0   | 280.628 | 36,2  |
| Católicos                              | 52.163             | 13,3               | 3.520         | 1,0           | 13.637 | 31,9   | 69.320  | 8,9   |
| Assembleia de Deus                     | 24.717             | 6,2                | 4.620         | 1,4           | 1.735  | 4,1    | 31.072  | 4,0   |
| Adventistas do Sétimo Dia              | 19.896             | 5,1                | 572           | 0,2           | 1.719  | 4,0    | 22.187  | 2,9   |
| Anglicanos                             | 2.508              | 0,6                | 1.208         | 0,4           | 2.609  | 6,2    | 6.325   | 0,8   |
| Testemunhas de Jeová                   | 4.815              | 1,2                | 486           | 0,1           | 801    | 1,9    | 6.102   | 0,8   |
| CMF                                    | 5.149              | 1,3                | 269           | 0,1           | 255    | 0,6    | 5.673   | 0,7   |
| Movimentos dos Santos dos Últimos Dias | 2.253              | 0,6                | 633           | 0,2           | 589    | 1,4    | 3.475   | 0,4   |
| Apostólicos                            | 2.237              | 0,6                | 250           | 0,1           | 106    | 0,2    | 2.593   | 0,3   |
| Gospel                                 | 618                | 0,2                | 514           | 0,2           | 222    | 0,5    | 1.354   | 0,2   |
| Batistas                               | 695                | 0,2                | 382           | 0,1           | 219    | 0,5    | 1.296   | 0,2   |
| Exército de Salvação                   | 628                | 0,2                | 251           | 0,1           | 110    | 0,3    | 989     | 0,1   |
| Presbiterianos                         | 105                | 0,0                | 90            | 0,0           | 188    | 0,4    | 383     | 0,0   |
| Outros cristãos                        | 12.624             | 3,2                | 2.492         | 0,7           | 2.969  | 7,0    | 18.085  | 2,3   |
| Total de cristãos                      | 390.380            | 99,2               | 20.719        | 6,1           | 38.383 | 89,9   | 449.482 | 58,0  |
|                                        |                    |                    |               |               |        |        |         |       |
| Sanatana Dharma                        | 551                | 0,1                | 193.061       | 57,0          | 315    | 0,7    | 193.927 | 25,0  |
| Arya Samajis                           | 44                 | 0,0                | 9.493         | 2,8           | 27     | 0,1    | 9.564   | 1,2   |
| Kabir Panth                            | 43                 | 0,0                | 73            | 0,0           | 2      | 0,0    | 118     | 0,0   |
| Devotos de Sathya Sai Baba             | 7                  | 0,0                | 52            | 0,0           | 1      | 0,0    | 60      | 0,0   |
| Outros hindus                          | 219                | 0,1                | 57.096        | 16,9          | 113    | 0,3    | 57.428  | 7,4   |
| Total de hindus                        | 864                | 0,2                | 259.775       | 76,7          | 458    | 1,1    | 261.097 | 33,7  |
|                                        |                    |                    |               |               |        |        |         |       |
| Sunitas                                | 175                | 0,0                | 32.082        | 9,5           | 94     | 0,2    | 32.351  | 4,2   |
| Ahmadi                                 | 18                 | 0,0                | 1.944         | 0,6           | 14     | 0,0    | 1.976   | 0,3   |
| Outros muçulmanos                      | 131                | 0,0                | 19.727        | 5,8           | 138    | 0,3    | 19.996  | 2,6   |
| Total de muçulmanos                    | 324                | 0,1                | 53.753        | 15,9          | 246    | 0,6    | 54.323  | 7,0   |
|                                        |                    |                    |               |               |        |        |         |       |
| Siques                                 | 0                  | 0,0                | 3.076         | 0,9           | 0      | 0,0    | 3.076   | 0,4   |
|                                        |                    |                    |               |               |        |        |         |       |
| Bahá'is                                | 389                | 0,1                | 25            | 0,0           | 149    | 0,3    | 563     | 0,1   |
|                                        |                    |                    |               |               |        |        |         |       |
| Confucionistas                         | 8                  | 0,0                | 21            | 0,0           | 336    | 0,8    | 365     | 0,0   |
|                                        |                    |                    |               |               |        |        |         |       |
| Outras religiões                       | 61                 | 0,0                | 314           | 0,1           | 664    | 1,6    | 1.039   | 0,1   |
|                                        |                    |                    |               |               |        |        |         |       |
| Sem religião†                          | 1.549              | 0,4                | 1.135         | 0,3           | 2.448  | 5,7    | 5.132   | 0,7   |

† Inclui ateus e agnósticos.
Fonte: Departamento de Estatística de Fiji
Até o final de 2006, a Igreja de Jesus Cristo dos Santos dos Últimos Dias registrava 14.448 membros em Fiji, o que equivale a cerca de 1,4% da população. Ela também opera um templo em Fiji.

## Nascimentos e mortes
| Ano  | População (x1000) | Nascimentos | Mortes | Crescimento | Taxa de natalidade | Taxa de mortalidade | Taxa de crescimento | Taxa de fecundidade |
| ---- | ----------------- | ----------- | ------ | ----------- | ------------------ | ------------------- | ------------------- | ------------------- |
| 1996 | 775.077           | 17.608      | 4.604  | 13.004      | 22,7               | 6,2                 | 16,5                | 2,80                |
| 1997 |                   | 16.977      | 5.578  | 11.399      | 21,6               | 5,5                 | 16,1                | 2,60                |
| 1998 |                   | 16.910      | 5.240  | 11.670      | 21,2               | 5,4                 | 15,8                | 2,60                |
| 1999 |                   | 16.916      | 5.667  | 11.249      | 21,0               | 4,5                 | 16,5                | 2,60                |
| 2000 |                   | 17.966      | 5.914  | 12.052      | 22,2               | 5,3                 | 16,9                | 2,70                |
| 2001 |                   | 16.689      | 5.774  | 10.915      | 20,5               | 6,1                 | 14,4                | 2,50                |
| 2002 |                   | 16.990      | 5.632  | 11.358      | 20,6               | 6,2                 | 14,4                | 2,50                |
| 2003 |                   | 17.701      | 6.116  | 11.585      | 21,2               | 6,1                 | 15,1                | 2,60                |
| 2004 |                   | 17.199      | 5.628  | 11.571      | 20,9               | 6,8                 | 14,1                | 2,60                |
| 2005 |                   | 16.900      | 5.963  | 10.937      | 20,3               | 7,1                 | 13,2                | 2,50                |
| 2006 | 830.619           | 17.356      | 6.154  | 11.202      | 20,8               | 7,4                 | 13,4                | 2,60                |
| 2007 | 834.517           | 17.456      | 6.359  | 11.097      | 20,9               | 7,6                 | 13,3                | 2,50                |
| 2008 | 841.373           | 17.199      | 6.471  | 10.728      | 20,4               | 7,7                 | 12,7                | 2,50                |
| 2009 | 845.462           | 18.211      | 6.119  | 12.092      | 21,5               | 7,2                 | 14,3                | 2,70                |
| 2010 | 850.700           | 22.220      | 5.966  | 16.254      | 24,4               | 7,2                 | 17,2                | 3,00                |
| 2011 | 854.290           | 19.547      | 6.151  | 13.396      | 22,9               | 7,5                 | 15,4                | 2,90                |
| 2012 | 858.038           | 18.434      | 6.431  | 12.003      | 21,5               | 7,6                 | 13,9                | 2,84                |
| 2013 | 862.068           | 18.633      | 6.488  | 12.145      | 21,6               | 7,6                 | 14,0                | 2,71                |
| 2014 | 865.716           | 19.143      | 6.573  | 12.570      | 21,9               | 8,0                 | 13,9                | 2,92                |
| 2015 | 869.458           | 19.081      | 6.672  | 12.409      | 21,7               | 7,7                 | 14,0                | 2,91                |
| 2016 | 873.210           | 19.180      | 7.588  | 11.592      | 21,8               | 8,6                 | 13,2                | 2,8                 |
| 2017 | 884.887           | 19.646      | 6.925  | 12.654      | 22,2               | 7,8                 | 14,3                | 2,7                 |
| 2018 | 889.649           | 19.690      | 7.510  | 12.180      | 22,2               | 8,4                 | 13,8                | 2,6                 |
| 2019 | 894.410           | 19.825      | 7.591  | 12.234      | 22,2               | 8,5                 | 13,7                | 2,8                 |
| 2020 | 899.172           | 21.040      | 7.784  | 13.256      | 23,4               | 8,7                 | 14,7                |                     |
| 2021 |                   | 20.217      | 8.815  | 11.402      | 22,4               | 9,8                 | 12,6                |                     |

Estrutura da população
| Faixa etária | Homens  | Mulheres | Total   | %     |
| ------------ | ------- | -------- | ------- | ----- |
| Total        | 448.595 | 436.292  | 884.887 | 100   |
| 0–4          | 47.195  | 44.702   | 91.897  | 10,39 |
| 5–9          | 45.243  | 43.052   | 88.295  | 9,98  |
| 10–14        | 40.715  | 38.881   | 79.596  | 9,00  |
| 15–19        | 38.032  | 36.056   | 74.088  | 8,37  |
| 20–24        | 37.464  | 36.152   | 73.616  | 8,32  |
| 25–29        | 35.253  | 34.055   | 69.308  | 7,83  |
| 30–34        | 35.266  | 33.552   | 68.818  | 7,78  |
| 35–39        | 33.382  | 31.768   | 65.150  | 7,36  |
| 40–44        | 27.697  | 25.817   | 53.514  | 6,05  |
| 45–49        | 25.314  | 24.190   | 49.504  | 5,59  |
| 50–54        | 24.649  | 23.961   | 48.610  | 5,49  |
| 55–59        | 21.263  | 20.745   | 42.008  | 4,75  |
| 60–64        | 14.891  | 15.724   | 30.615  | 3,46  |
| 65-69        | 10.076  | 11.252   | 21.328  | 2,41  |
| 70-74        | 6.367   | 7.781    | 14.148  | 1,60  |
| 75+          | 5.788   | 8.604    | 14.392  | 1,63  |
| Faixa etária | Homens  | Mulheres | Total   | %     |
| 0–14         | 133.153 | 126.635  | 259.788 | 29,36 |
| 15–64        | 293.211 | 282.020  | 575.231 | 65,01 |
| 65+          | 22.231  | 27.637   | 49.868  | 5,64  |

| Faixa etária | Homens  | Mulheres | Total   | %     |
| ------------ | ------- | -------- | ------- | ----- |
| Total        | 453.116 | 440.352  | 893.468 | 100   |
| 0–4          | 45.067  | 43.434   | 88.501  | 9,91  |
| 5–9          | 45.198  | 43.351   | 88.550  | 9,91  |
| 10–14        | 43.891  | 41.667   | 85.559  | 9,58  |
| 15–19        | 39.545  | 37.635   | 77.179  | 8,64  |
| 20–24        | 37.195  | 35.500   | 72.695  | 8,14  |
| 25–29        | 35.544  | 34.702   | 70.246  | 7,86  |
| 30–34        | 32.251  | 31.377   | 63.628  | 7,12  |
| 35–39        | 31.807  | 30.514   | 62.321  | 6,98  |
| 40–44        | 29.333  | 28.020   | 57.352  | 6,42  |
| 45–49        | 23.948  | 22.534   | 46.482  | 5,20  |
| 50–54        | 22.277  | 21.336   | 43.612  | 4,88  |
| 55–59        | 21.435  | 20.578   | 42.013  | 4,70  |
| 60–64        | 17.589  | 17.132   | 34.722  | 3,89  |
| 65-69        | 11.863  | 12.629   | 24.492  | 2,74  |
| 70-74        | 7.823   | 8.791    | 16.614  | 1,86  |
| 75+          | 8.350   | 11.152   | 19.502  | 2,18  |
| Faixa etária | Homens  | Mulheres | Total   | %     |
| 0–14         | 134.156 | 128.452  | 262.608 | 29,39 |
| 15–64        | 290.924 | 279.328  | 570.252 | 63,82 |
| 65+          | 28.036  | 32.572   | 60.608  | 6,78  |

## Estatísticas demográficas da CIA World Factbook
As estatísticas demográficas a seguir são da CIA World Factbook, salvo indicação em contrário.
- População:[9] 827.900[10]

- Estrutura etária:[9]

1. 0-14 anos: 33% (homens 141.779; mulheres 136.212)

1. 15-64 anos: 63% (homem 263.127; mulher 262.686)

1. 65 anos ou mais: 4% (homem 13.405; mulher 15.285) (2000)

- Taxa de crescimento populacional:[9] 0,67% (2015)

- Taxa de natalidade:[9] 19,43 nascimentos/1.000 habitantes (2015)

- Taxa de mortalidade:[9] 6,04 mortes/1.000 habitantes (2015)

- Taxa de migração líquida:[9] -6,75 migrante(s)/1.000 habitantes (2015 est)

- Razão sexual:[9]

1. No nascimento: 1,05 homem/mulher

1. 0-14 anos: 1,05 homem/mulher

1. 15-24 anos: 1,04 homem/mulher

1. 25-54 anos: 1,05 homem/mulher

1. 55-64 anos: 1,02 homem/mulher

1. 65 anos ou mais: 0,85 homem/mulher

- Taxa de mortalidade materna:[9] 30 mortes/100.000 nascimentos (2015)

- Taxa de mortalidade infantil:[9]

1. Total: 9,94 mortes/1.000 nascimentos

1. Homens: 10,97 mortes/1.000 nascimentos

1. Mulheres: 8,87 mortes/1.000 nascimentos (2015)

- Taxa de fertilidade total:[9] 2,47 crianças nascidas/mulher (2015)

- Grupos étnicos:[9] Fijianos 56,8% (predominantemente melanésios e polinésios), indo-fijianos 37,5%, rotumanos 1,2%, outros 4,5% (europeus, parte europeus, outras ilhas do Pacífico, chineses)

- Idiomas:[9] Inglês (oficial), fijiano (oficial), hindustano

- Religiões:[9] Protestantismo 45% (Metodismo 34,6%, Assembleia de Deus 5,7%, Adventista do Sétimo Dia 3,9% e Anglicanismo 0,8%), Hinduísmo 27,9%, outras religiões cristãs 10,4%, Catolicismo Romano 9,1%, Islamismo 6,3%, Siquismo 0,3%, outras religiões 0,3%, nenhum 0,8% (2007)